# Tournoi des Six Nations 2023
Cet article traite de l'épreuve masculine. Pour la compétition féminine, voir Tournoi des Six Nations féminin 2023. Pour la compétition junior, voir Tournoi des Six Nations des moins de 20 ans 2023.
Navigation
Tournoi 2022 Tournoi 2024
Le Tournoi des Six Nations 2023 est une compétition de rugby à XV qui a eu lieu du 4 février au 18 mars 2023. Chacune des six nations participantes affronte toutes les autres lors de cinq journées réparties sur cinq semaines, avec des pauses avant et après la troisième journée.
Les trois équipes qui ont, en 2023, l'avantage de jouer un match de plus à domicile que les autres sont l'Angleterre, l'Écosse et l'Italie.
Invaincue durant la compétition, l'Irlande remporte ce tournoi pour la quinzième fois de son histoire en réalisant le Grand Chelem pour la quatrième fois. Elle remporte par la même occasion la Triple couronne. L'Italie quant à elle obtient la cuillère de bois après avoir concédé cinq défaites en cinq matchs.
Durant cette édition, 91 essais sont marqués, battant ainsi le record d'essais marqués dans un tournoi, datant de 2019 où 84 essais avaient été marqués.
Le meilleur marqueur d'essais de cette édition est le Français Damian Penaud, qui en a marqué cinq au total. Le meilleur réalisateur est Thomas Ramos avec 84 points inscrits, s'approchant du record de points marqués en une édition détenu par l'Anglais Jonny Wilkinson : 89 points en 2001. Avec ses 26 points inscrits, l'Irlandais Jonathan Sexton devient le meilleur réalisateur de l’histoire du Tournoi des Six Nations avec 560 points marqués dans cette compétition,.

## Villes et stades
| Rome (Italie)                 | Londres (Angleterre)              | Saint-Denis (France)              |
| ----------------------------- | --------------------------------- | --------------------------------- |
| Stade olympique 72 698 places | Stade de Twickenham 82 000 places | Stade de France 81 338 places     |
| Stade olympique, Rome         | Stade de Twickenham, Londres      | Stade de France, Saint-Denis      |
| Dublin (Irlande)              | Cardiff (pays de Galles)          | Édimbourg (Écosse)                |
| Aviva Stadium 51 700 places   | Millennium Stadium 73 931 places  | Murrayfield Stadium 67 130 places |
| Aviva Stadium, Dublin         | Millennium Stadium, Cardiff       | Murrayfield Stadium, Édimbourg    |

## Acteurs du Tournoi des Six Nations 2023

Participants au Tournoi des Six Nations.

### Joueurs

#### Angleterre
Le 6 décembre 2022, Eddie Jones est licencié par la RFU, à la suite de résultats décevants pendant l'année 2022. Le 19 décembre, Steve Borthwick, ex-entraineur des Leicester Tigers et également ex-entraîneur des avants du XV d’Angleterre (2015-2019), est nommé nouveau sélectionneur. Le Tournoi 2023 marque donc ses débuts.
Steve Borthwick annonce sa première liste comme sélectionneur du XV anglais le 16 janvier 2023 (36 joueurs).
Cependant, après de nombreuses blessures dans l'effectif initial, George McGuigan, Courtney Lawes, Henry Slade et Elliot Daly déclarent forfait, ils sont remplacés par Tom Dunn, David Ribbans, Ollie Lawrence et Anthony Watson. Le 30 janvier, c'est le centre Dan Kelly qui déclare forfait à son tour, il est remplacé par son coéquipier en club Guy Porter.
Le 6 février, Henry Arundell et Henry Slade font leur retour pour préparer le match contre l'Italie.
Le 19 février, Tom Curry, Fraser Dingwall, George Ford et Courtney Lawes sont appelés par le sélectionneur pour préparer la rencontre contre le Pays de Galles. Ollie Hassell-Collins est forfait à la suite d'une blessure au genou.
Le 28 février, Max Malins est forfait pour s'entrainer pour la semaine à venir, il est remplacé par Jonny May.
Le 13 mars, Ollie Lawrence déclarent forfait pour la dernière rencontre, Will Collier est appelé. George Martin est appelé après le forfait d'Ollie Chessum.
| Entraîneur | Entraîneur             | Steve Borthwick                                                                                    |
| Avants     | Pilier                 | Dan Cole, Will Collier, Ellis Genge, Joe Heyes, Bevan Rodd, Kyle Sinckler, Mako Vunipola           |
| Avants     | Talonneur              | Tom Dunn, Jamie George, George McGuigan , Jack Walker                                              |
| Avants     | Deuxième ligne         | Ollie Chessum , Jonny Hill, Nick Isiekwe, Maro Itoje, George Martin, David Ribbans                 |
| Avants     | Troisième ligne aile   | Ben Curry, Tom Curry , Ben Earl, Courtney Lawes , Lewis Ludlam, Jack Willis                        |
| Avants     | Troisième ligne centre | Alex Dombrandt, Sam Simmonds                                                                       |
| Arrières   | Demi de mêlée          | Alex Mitchell, Jack van Poortvliet, Ben Youngs                                                     |
| Arrières   | Demi d'ouverture       | Owen Farrell , George Ford, Fin Smith, Marcus Smith                                                |
| Arrières   | Centre                 | Fraser Dingwall, Dan Kelly , Ollie Lawrence , Joe Marchant, Guy Porter, Henry Slade , Manu Tuilagi |
| Arrières   | Ailier                 | Henry Arundell, Ollie Hassell-Collins , Max Malins, Cadan Murley, Anthony Watson                   |
| Arrières   | Arrière                | Elliot Daly , Tommy Freeman, Freddie Steward                                                       |

#### Écosse
Le 17 janvier 2023, le sélectionneur Gregor Townsend convoque 40 joueurs pour le Tournoi.
Le 7 février, Andy Christie déclare forfait pour la deuxième rencontre, Scott Cummings est appelé à sa place.
Le 7 mars, Rory Darge est convoqué pour préparer le match contre l'Irlande.
Le 14 mars, Stuart Hogg et Finn Russell sont forfaits pour la dernière journée, Charlie Savala est appelé en remplacement.
| Entraîneur | Entraîneur             | Gregor Townsend                                                                                         |
| Avants     | Pilier                 | Simon Berghan, Jamie Bhatti, Zander Fagerson, WP Nel, Pierre Schoeman, Javan Sebastian, Rory Sutherland |
| Avants     | Talonneur              | Ewan Ashman, Fraser Brown, David Cherry, George Turner                                                  |
| Avants     | Deuxième ligne         | Scott Cummings, Grant Gilchrist, Jonny Gray, Richie Gray , Cameron Henderson                            |
| Avants     | Troisième ligne aile   | Andy Christie , Luke Crosbie, Rory Darge, Jamie Ritchie , Sam Skinner, Hamish Watson                    |
| Avants     | Troisième ligne centre | Josh Bayliss, Jack Dempsey, Matt Fagerson                                                               |
| Arrières   | Demi de mêlée          | Ali Price, George Horne, Ben White                                                                      |
| Arrières   | Demi d'ouverture       | Ben Healy, Blair Kinghorn, Finn Russell , Charlie Savala                                                |
| Arrières   | Centre                 | Chris Harris, Huw Jones, Stafford McDowall, Cameron Redpath, Sione Tuipulotu                            |
| Arrières   | Ailier                 | Sean Maitland, Ruaridh McConnochie, Kyle Steyn, Duhan van der Merwe                                     |
| Arrières   | Arrière                | Stuart Hogg , Ollie Smith                                                                               |

#### France
Le 17 janvier 2023, le sélectionneur Fabien Galthié annonce sa liste des 42 joueurs retenus pour préparer le Tournoi.
Régulièrement convoqués, les principaux absents pour cause de blessure de cette première liste sont le pilier Jean-Baptiste Gros, les talonneurs Peato Mauvaka et Pierre Bourgarit, le deuxième ligne Cameron Woki, les demi de mêlée Maxime Lucu et Baptiste Couilloud, et les centres Arthur Vincent et Jonathan Danty.
Le 29 janvier 2023, la liste définitive pour le Tournoi est annoncée. Gabin Villière fait son retour à la place de Thomas Jolmès, Clément Castets est préféré à Dany Priso et Baptiste Couilloud remplace Léo Coly qui s'est blessé. Cependant, Paul Boudehent et Yacouba Camara se blessent peu de temps après l'annonce de la liste, ils sont respectivement remplacés par Alexandre Roumat et Thomas Jolmès qui fait donc son retour,.
Après la suspension de Uini Atonio survenue après le match contre l'Irlande, Thomas Laclayat est appelé pour le remplacer. Jonathan Danty fait également son retour pour préparer le match contre l'Écosse. Comme Ibrahim Diallo et Yoan Tanga Mangene. Le 22 février, Nolann Le Garrec déclare forfait pour la 3e journée, il est remplacé par Baptiste Serin.
Lors de la quatrième journée du Tournoi, contre l'Angleterre, Peato Mauvaka fait son retour après avoir été immobilisé par des blessures et Dorian Aldegheri remplace Mohamed Haouas, suspendu après avoir écopé d'un carton rouge contre l'Écosse. Léo Berdeu, Thomas Darmon, Maxime Lucu, Enzo Reybier et Bastien Vergnes-Taillefer sont également sélectionnés pour cette avant-dernière rencontre. Sacha Zegueur fait également son apparition dans le groupe.
Le 12 mars, Anthony Bouthier, Baptiste Heguy et Emmanuel Meafou sont convoqués pour préparer la dernière journée.
| Entraîneur | Entraîneur             | Fabien Galthié |
| Avants     | Pilier                 | Dorian Aldegheri, Uini Atonio, Cyril Baille, Clément Castets, Sipili Falatea, Mohamed Haouas, Thomas Laclayat, Reda Wardi                                                         |
| Avants     | Talonneur              | Gaëtan Barlot, Teddy Baubigny, Julien Marchand, Peato Mauvaka |
| Avants     | Deuxième ligne         | Bastien Chalureau, Thibaud Flament, Thomas Jolmès, Thomas Lavault, Emmanuel Meafou, Romain Taofifénua, Paul Willemse                                                              |
| Avants     | Troisième ligne aile   | Alexandre Bécognée, Paul Boudehent , Yacouba Camara , Dylan Cretin, François Cros, Ibrahim Diallo, Baptiste Heguy, Anthony Jelonch, Sekou Macalou, Charles Ollivon, Sacha Zegueur |
| Avants     | Troisième ligne centre | Grégory Alldritt, Alexandre Roumat, Yoan Tanga Mangene, Bastien Vergnes-Taillefer                                                                                                 |
| Arrières   | Demi de mêlée          | Léo Coly , Baptiste Couilloud, Antoine Dupont , Nolann Le Garrec , Maxime Lucu, Baptiste Serin                                                                                    |
| Arrières   | Demi d'ouverture       | Léo Berdeu, Antoine Hastoy, Matthieu Jalibert, Romain Ntamack |
| Arrières   | Centre                 | Pierre-Louis Barassi, Jonathan Danty, Thomas Darmon, Julien Delbouis, Gaël Fickou, Émilien Gailleton, Yoram Moefana                                                               |
| Arrières   | Ailier                 | Louis Bielle-Biarrey, Ethan Dumortier, Matthis Lebel, Damian Penaud, Enzo Reybier, Gabin Villière                                                                                 |
| Arrières   | Arrière                | Anthony Bouthier, Romain Buros, Melvyn Jaminet, Thomas Ramos |

#### Galles
Le 5 décembre 2022, Wayne Pivac est démis de ses fonctions de sélectionneur du pays de Galles c'est alors l'ancien sélectionneur Warren Gatland (2007-2019) qui fait son retour à la tête de la sélection avec un contrat signé jusqu'en 2027. Il annonce le 17 janvier 2023 sa première liste de 37 joueurs. Ken Owens est nommé capitaine.
Le 24 janvier, Dewi Lake quitte le groupe après une blessure au genou, il est remplacé par Scott Baldwin qui fait son retour cinq ans après sa dernière sélection.
Le 6 mars, Alex Cuthbert est forfait jusqu'à la fin du Tournoi, aucun remplaçant n'est appelé.
Le 14 mars, avant d'affronter la France lors de la dernière journée, Scott Baldwin et Liam Williams sont absents du groupe pour cause de blessures, seul Sam Parry est appelé en remplacement. Keiran Williams est laissé au repos également à la suite d'une blessure avec son club.
| Entraîneur | Entraîneur             | Warren Gatland                                                                |
| Avants     | Pilier                 | Leon Brown, Rhys Carré, Tomas Francis, Wyn Jones, Dillon Lewis, Gareth Thomas |
| Avants     | Talonneur              | Scott Baldwin , Dewi Lake , Ken Owens , Sam Parry, Bradley Roberts            |
| Avants     | Deuxième ligne         | Adam Beard, Rhys Davies, Dafydd Jenkins, Alun Wyn Jones, Teddy Williams       |
| Avants     | Troisième ligne aile   | Jac Morgan, Tommy Reffell, Justin Tipuric, Christ Tshiunza, Aaron Wainwright  |
| Avants     | Troisième ligne centre | Taulupe Faletau                                                               |
| Arrières   | Demi de mêlée          | Kieran Hardy, Rhys Webb, Tomos Williams                                       |
| Arrières   | Demi d'ouverture       | Dan Biggar, Rhys Patchell, Owen Williams                                      |
| Arrières   | Centre                 | Mason Grady, Joe Hawkins, Nick Tompkins, Keiran Williams                      |
| Arrières   | Ailier                 | Josh Adams, Alex Cuthbert , Rio Dyer, George North, Louis Rees-Zammit         |
| Arrières   | Arrière                | Leigh Halfpenny , Liam Williams                                               |

#### Irlande
Le 19 janvier 2023, Andy Farrell convoque 37 joueurs.
Le 30 janvier, Rónan Kelleher déclare forfait, il est remplacé par Tom Stewart.
Le 6 février, Caolin Blade, Michael Milne et Roman Salanoa sont appelés dans le groupe pour remplacer respectivement Jamison Gibson-Park, Cian Healy et Tadhg Furlong forfaits sur blessure.
Le 20 février, Scott Penny, Kieran Treadwell et Joey Carbery sont appelés pour compenser les blessures de Tadhg Beirne, Joe McCarthy et Jonathan Sexton.
Le 3 mars, Ciarán Frawley, Robbie Henshaw et Nick Timoney sont retenus pour préparer la quatrième journée.
Après la blessure d'Iain Henderson, Ross Molony est appelé.
| Entraîneur | Entraîneur             | Andy Farrell |
| Avants     | Pilier                 | Finlay Bealham, Tadhg Furlong , Cian Healy , David Kilcoyne, Michael Milne, Tom O'Toole, Andrew Porter, Roman Salanoa |
| Avants     | Talonneur              | Rob Herring , Rónan Kelleher , Dan Sheehan , Tom Stewart                                                              |
| Avants     | Deuxième ligne         | Tadhg Beirne , Iain Henderson , Joe McCarthy , Ross Molony, James Ryan, Kieran Treadwell                              |
| Avants     | Troisième ligne aile   | Ryan Baird, Peter O'Mahony, Scott Penny, Cian Prendergast, Nick Timoney, Josh van der Flier                           |
| Avants     | Troisième ligne centre | Jack Conan, Gavin Coombes, Caelan Doris                                                                               |
| Arrières   | Demi de mêlée          | Caolin Blade, Craig Casey, Jamison Gibson-Park , Conor Murray                                                         |
| Arrières   | Demi d'ouverture       | Ross Byrne, Joey Carbery, Jack Crowley, Ciarán Frawley, Jonathan Sexton                                               |
| Arrières   | Centre                 | Bundee Aki, Robbie Henshaw, Stuart McCloskey, Jamie Osborne, Garry Ringrose                                           |
| Arrières   | Ailier                 | Keith Earls, Mack Hansen, James Lowe, Jacob Stockdale                                                                 |
| Arrières   | Arrière                | Hugo Keenan, Jordan Larmour, Jimmy O'Brien                                                                            |

#### Italie
L'Italie, entraînée par Kieran Crowley, dévoile le 29 janvier 2023 son effectif final de 30 joueurs pour préparer le Tournoi 2023.
Le principal absent est l'ailier Monty Ioane (indisponible).
Le 20 février, Paolo Buonfiglio, Giovanni Montemauri et Andrea Zambonin sont convoqués.
Le 8 mars, Simone Gesi, Martin Page-Relo et Marco Zanon sont appelés pour préparer le match de la quatrième journée,.
| Entraîneur | Entraîneur             | Kieran Crowley |
| Avants     | Pilier                 | Paolo Buonfiglio, Pietro Ceccarelli, Simone Ferrari, Danilo Fischetti, Marco Riccioni, Luca Rizzoli, Federico Zani |
| Avants     | Talonneur              | Luca Bigi, Marco Manfredi, Giacomo Nicotera                                                                        |
| Avants     | Deuxième ligne         | Niccolò Cannone, Riccardo Favretto, Edoardo Iachizzi, Federico Ruzza, Andrea Zambonin                              |
| Avants     | Troisième ligne aile   | Michele Lamaro , Sebastian Negri, Giovanni Pettinelli, Jake Polledri , Manuel Zuliani                              |
| Avants     | Troisième ligne centre | Lorenzo Cannone |
| Arrières   | Demi de mêlée          | Alessandro Fusco, Alessandro Garbisi, Martin Page-Relo, Stephen Varney                                             |
| Arrières   | Demi d'ouverture       | Tommaso Allan, Giacomo Da Re, Paolo Garbisi, Giovanni Montemauri                                                   |
| Arrières   | Centre                 | Juan Ignacio Brex, Enrico Lucchin, Tommaso Menoncello, Luca Morisi, Marco Zanon                                    |
| Arrières   | Ailier                 | Pierre Bruno, Simone Gesi, Matteo Minozzi                                                                          |
| Arrières   | Arrière                | Ange Capuozzo , Edoardo Padovani                                                                                   |

### Arbitres
Les arbitres de champ du Tournoi 2023 sont les suivants :
| Rugby Europe | Rugby Afrique | Oceania Rugby                                                                                       |
| --- | ------------- | --------------------------------------------------------------------------------------------------- |
| - Mike Adamson (en) - Wayne Barnes - Andrew Brace - Matthew Carley - Luke Pearce - Mathieu Raynal - Karl Dickson - Nika Amashukeli | - Jaco Peyper | - Ben O'Keeffe - Paul Williams - James Doleman (en) - Nic Berry - Angus Gardner - Damon Murphy (en) |

## Matchs
Le programme pour le Tournoi 2023 est le suivant :
Les heures sont les heures françaises et italiennes, soit dans le fuseau horaire CET (UTC+1).
| 4 février 2023 à 15 h 15             | Millennium Stadium, Cardiff  | Pays de Galles | 10 - 34 | Irlande |
| 4 février à 17 h 45 (Calcutta Cup)   | Stade de Twickenham, Londres | Angleterre     | 23 - 29 | Écosse  |
| 5 février à 16 h (Trophée Garibaldi) | Stade olympique, Rome        | Italie         | 24 - 29 | France  |

| 11 février à 15 h 15                   | Aviva Stadium, Dublin          | Irlande    | 32 - 19 | France         |
| 11 février à 17 h 45 (Doddie Weir Cup) | Murrayfield Stadium, Édimbourg | Écosse     | 35 - 7  | Pays de Galles |
| 12 février à 16 h                      | Stade de Twickenham, Londres   | Angleterre | 31 - 14 | Italie         |

| 25 février à 15 h 15                      | Stade olympique, Rome        | Italie         | 20 - 34 | Irlande    |
| 25 février à 17 h 45                      | Millennium Stadium, Cardiff  | Pays de Galles | 10 - 20 | Angleterre |
| 26 février à 16 h (Trophée Auld Alliance) | Stade de France, Saint-Denis | France         | 32 - 21 | Écosse     |

| 11 mars à 15 h 15                    | Stade olympique de Rome, Rome  | Italie     | 17 - 29 | Pays de Galles |
| 11 mars à 17 h 45 (Trophée Eurostar) | Stade de Twickenham, Londres   | Angleterre | 10 - 53 | France         |
| 12 mars à 16 h (Centenary Quaich)    | Murrayfield Stadium, Édimbourg | Écosse     | 7 - 22  | Irlande        |

| 18 mars à 13 h 30 (Cuttitta Cup)   | Murrayfield Stadium, Édimbourg | Écosse  | 26 - 14 | Italie         |
| 18 mars à 15 h 45                  | Stade de France, Saint-Denis   | France  | 41 - 28 | Pays de Galles |
| 18 mars à 18 h (Millennium Trophy) | Aviva Stadium, Dublin          | Irlande | 29 - 16 | Angleterre     |

## Classement
| Rang | Nation         | J | V | N | D | Em | Ee | Bo | Bd | Pm  | Pe  | Diff | Pts |
| ---- | -------------- | - | - | - | - | -- | -- | -- | -- | --- | --- | ---- | --- |
| 1    | Irlande        | 5 | 5 | 0 | 0 | 20 | 6  | 4  | 0  | 151 | 72  | +79  | 27  |
| 2    | France T       | 5 | 4 | 0 | 1 | 21 | 14 | 4  | 0  | 174 | 115 | +59  | 20  |
| 3    | Écosse         | 5 | 3 | 0 | 2 | 17 | 12 | 3  | 0  | 118 | 98  | +20  | 15  |
| 4    | Angleterre     | 5 | 2 | 0 | 3 | 13 | 18 | 1  | 1  | 100 | 135 | -35  | 10  |
| 5    | Pays de Galles | 5 | 1 | 0 | 4 | 11 | 19 | 2  | 0  | 84  | 147 | -63  | 6   |
| 6    | Italie         | 5 | 0 | 0 | 5 | 9  | 22 | 0  | 1  | 89  | 149 | -60  | 1   |

- Vainqueur du Tournoi
- T : tenant du titre 2022

- Règles d’attribution des points[50] : 
Victoire : 4 points
Match nul : 2 points
Défaite : 0 point
Bonus offensif : 1 point si au moins 4 essais marqués
Bonus défensif : 1 point en cas de défaite avec strictement moins de 8 points d'écart
Grand Chelem (5 victoires) : 3 points
- Règles de classement[51] :
 1 : nombre de points attribués
2 : différence de points générale
3 : nombre d'essais marqués
4 : ex æquo

## Récompenses et statistiques individuelles

### Meilleur joueur du Tournoi
À l'issue de la dernière journée, six joueurs sont proposées au vote pour succéder à Antoine Dupont en tant que meilleur joueur du Tournoi. Dans ces six joueurs, trois Irlandais vainqueurs du Grand Chelem sont nommés : le troisième ligne centre Caelan Doris, l'ailier Mack Hansen et l'arrière Hugo Keenan ; les trois autres joueurs sont trois Français, deuxièmes du Tournoi, parmi eux : le demi de mêlée Antoine Dupont candidat à sa propre succession, l'ailier Damian Penaud et l'arrière Thomas Ramos.
Le 29 mars, le résultat des votes rend son verdict. C'est le capitaine français Antoine Dupont qui est élu meilleur joueur du Tournoi pour la troisième fois de sa carrière. Avec cette nouvelle récompense, il égale le record de l'Irlandais Brian O'Driscoll, triple vainqueur du trophée entre 2006 et 2009.

### Meilleur joueur par journée
Pour cette édition du Tournoi, comme les années précédentes, un titre de meilleur joueur est décerné pour chaque journée à la suite d'un vote du public à partir du joueur qui est le plus plébiscité pour l'équipe de la journée par les organisateurs du tournoi.
| Journée           | Joueur              | Nation      | Poste            | Actions individuelles                                                           | Réf.        |
| ----------------- | ------------------- | ----------- | ---------------- | ------------------------------------------------------------------------------- | ----------- |
| Première journée  | Duhan van der Merwe | Écosse      | Ailier           | Auteur d'un doublé, dont l'essai du bonus et de la victoire contre l'Angleterre | [ 55 ]      |
| Deuxième journée  | Finn Russell        | Écosse      | Demi d'ouverture | Auteur de trois passes décisives lors de la victoire contre le pays de Galles   | [ 56 ]      |
| Troisième journée | Huw Jones           | Écosse      | Centre           | Auteur d'un doublé contre la France                                             | [ 57 ]      |
| Quatrième journée | Thibaud Flament     | France      | Deuxième ligne   | Auteur d'un doublé et de deux franchissements contre l'Angleterre               | [ 58 ]      |
| Cinquième journée | Non décerné         | Non décerné | Non décerné      | Non décerné                                                                     | Non décerné |

### Équipe-type de la compétition
À l'issue de la compétition, une sélection de plusieurs joueurs ayant réalisés de bonnes performances dans le Tournoi sont proposés pour composer l'équipe-type de ce dernier.
Le 29 mars, le résultat de cette équipe-type est rendu. Cette dernière est composée de dix Irlandais, vainqueurs du Tournoi, trois Français et deux Écossais.
| Poste                  | Joueurs                | Joueurs                | Joueurs                | Joueurs              | Joueurs              | Joueurs              |
| ---------------------- | ---------------------- | ---------------------- | ---------------------- | -------------------- | -------------------- | -------------------- |
| Arrière                | [15] Hugo Keenan       | [15] Hugo Keenan       | [15] Hugo Keenan       | [15] Hugo Keenan     | [15] Hugo Keenan     | [15] Hugo Keenan     |
| Trois quarts ailes     | [14] Damian Penaud     | [14] Damian Penaud     | [14] Damian Penaud     | [11] James Lowe      | [11] James Lowe      | [11] James Lowe      |
| Trois quarts centres   | [13] Huw Jones         | [13] Huw Jones         | [13] Huw Jones         | [12] Sione Tuipulotu | [12] Sione Tuipulotu | [12] Sione Tuipulotu |
| Charnière              | [10] Jonathan Sexton   | [10] Jonathan Sexton   | [10] Jonathan Sexton   | [9] Antoine Dupont   | [9] Antoine Dupont   | [9] Antoine Dupont   |
| Troisième ligne centre | [8] Caelan Doris       | [8] Caelan Doris       | [8] Caelan Doris       | [8] Caelan Doris     | [8] Caelan Doris     | [8] Caelan Doris     |
| Troisième ligne aile   | [7] Josh van der Flier | [7] Josh van der Flier | [7] Josh van der Flier | [6] Peter O'Mahony   | [6] Peter O'Mahony   | [6] Peter O'Mahony   |
| Deuxième ligne         | [5] James Ryan         | [5] James Ryan         | [5] James Ryan         | [4] Thibaud Flament  | [4] Thibaud Flament  | [4] Thibaud Flament  |
| Piliers                | [3] Finlay Bealham     | [3] Finlay Bealham     | [3] Finlay Bealham     | [1] Andrew Porter    | [1] Andrew Porter    | [1] Andrew Porter    |
| Talonneur              | [2] Dan Sheehan        | [2] Dan Sheehan        | [2] Dan Sheehan        | [2] Dan Sheehan      | [2] Dan Sheehan      | [2] Dan Sheehan      |

### Meilleurs marqueurs
| Rang | Joueur              | Équipe         | Essais |
| ---- | ------------------- | -------------- | ------ |
| 1    | Damian Penaud       | France         | 5      |
| 2    | Huw Jones           | Écosse         | 4      |
| 2    | Blair Kinghorn      | Écosse         | 4      |
| 4    | Thibaud Flament     | France         | 3      |
| 4    | Mack Hansen         | Irlande        | 3      |
| 4    | James Lowe          | Irlande        | 3      |
| 4    | Thomas Ramos        | France         | 3      |
| 4    | Duhan van der Merwe | Écosse         | 3      |
| 9    | Ethan Dumortier     | France         | 2      |
| 9    | Hugo Keenan         | Irlande        | 2      |
| 9    | Max Malins          | Angleterre     | 2      |
| 9    | Charles Ollivon     | France         | 2      |
| 9    | James Ryan          | Irlande        | 2      |
| 9    | Kyle Steyn          | Écosse         | 2      |
| 9    | Liam Williams       | Pays de Galles | 2      |

### Meilleurs réalisateurs
Thomas Ramos a inscrit 84 points, faisant ainsi de lui meilleur réalisateur de ce tournoi et le meilleur marqueur de points français sur une édition du Tournoi des Six Nations, dépassant Gérald Merceron qui avait marqué 80 points lors de l'édition de 2002,.
| Rang | Joueur          | Équipe     | Points | Essais | Transf. | Pén. | Drops |
| ---- | --------------- | ---------- | ------ | ------ | ------- | ---- | ----- |
| 1    | Thomas Ramos    | France     | 84     | 3      | 18      | 10   | 1     |
| 2    | Jonathan Sexton | Irlande    | 35     | 0      | 10      | 5    | 0     |
| 3    | Tommaso Allan   | Italie     | 34     | 1      | 4       | 7    | 0     |
| 4    | Finn Russell    | Écosse     | 30     | 1      | 8       | 3    | 0     |
| 5    | Blair Kinghorn  | Écosse     | 26     | 4      | 3       | 0    | 0     |
| 6    | Damian Penaud   | France     | 25     | 5      | 0       | 0    | 0     |
| 7    | Huw Jones       | Écosse     | 20     | 4      | 0       | 0    | 0     |
| 8    | Owen Farrell    | Angleterre | 17     | 0      | 4       | 3    | 0     |
| 9    | Ross Byrne      | Irlande    | 16     | 0      | 5       | 2    | 0     |
| 10   | Thibaud Flament | France     | 15     | 3      | 0       | 0    | 0     |
| 10   | Mack Hansen     | Irlande    | 15     | 3      | 0       | 0    | 0     |
| 10   | James Lowe      | Irlande    | 15     | 3      | 0       | 0    | 0     |

## Première journée

### Pays de Galles - Irlande
(mt 3 - 27)
Homme du match :  Hugo Keenan
Points marqués :
Pays de Galles :
- 1 essai de L. Williams (46e)
- 1 transformation de Biggar (46e)
- 1 pénalité de Biggar (14e)

Irlande :
- 4 essais de Doris (2e), Ryan (9e), Lowe (21e) et van der Flier (73e)
- 4 transformations de Sexton (3e, 10e, 22e) et Byrne (73e)
- 2 pénalités de Sexton (19e, 28e)

Évolution du score : 0-7, 0-14, 3-14, 3-17, 3-24, 3-27, m-t, 10-27, 10-34
L'arrière gallois Leigh Halfpenny devait au départ être titulaire pour cette rencontre, mais doit être remplacé au dernier moment par Liam Williams, après une blessure à l'entraînement deux jours avant le match. De même côté irlandais, le demi de mêlée Jamison Gibson-Park qui est contraint de déclarer forfait à cause d'une blessure. Il est remplacé par Conor Murray dans le XV de départ et Craig Casey entre sur le banc des remplaçants. Cian Healy, qui devait être sur le banc est quant à lui remplacé par David Kilcoyne, pour cause de blessure également.
L'Irlande remporte ce match sur le score de 10 à 34 et obtient une victoire bonifiée grâce notamment à trois essais marqués dans les vingt premières minutes.
| Pays de Galles · Titulaires · 64e à 74e Liam Williams 15 · Josh Adams 14 · George North 13 · Joe Hawkins 12 · 69e Rio Dyer 11 · 68e Dan Biggar 10 · 64e Tomos Williams 9 · Taulupe Faletau 8 · 54e Justin Tipuric 7 · Jac Morgan 6 · 61e Alun Wyn Jones 5 · Adam Beard 4 · 40e Tomas Francis 3 · 61e Ken Owens 2 · 54e Gareth Thomas 1 · Remplaçants · 61e Scott Baldwin 16 · 54e Rhys Carré 17 · 40e Dillon Lewis 18 · 61e Dafydd Jenkins 19 · 54e Tommy Reffell 20 · 64e Rhys Webb 21 · 68e Owen Williams 22 · 69e Alex Cuthbert 23 · Entraîneur · Warren Gatland |  |  |  | Irlande · Titulaires · 15 Hugo Keenan · 14 Mack Hansen · 13 Garry Ringrose · 12 Stuart McCloskey 60e · 11 James Lowe · 10 Jonathan Sexton 69e · 9 Conor Murray 64e · 8 Caelan Doris · 7 Josh van der Flier · 6 Peter O'Mahony 60e · 5 James Ryan · 4 Tadhg Beirne 54e · 3 Finlay Bealham 60e · 2 Dan Sheehan 74e · 1 Andrew Porter 74e · Remplaçants · 16 Rob Herring 74e · 17 David Kilcoyne 74e · 18 Tom O'Toole 60e · 19 Iain Henderson 60e · 20 Jack Conan 60e · 21 Craig Casey 64e · 22 Ross Byrne 69e · 23 Bundee Aki 60e · Entraîneur · Andy Farrell |

### Angleterre - Écosse
(mt 13 - 12)
Homme du match :  Duhan van der Merwe
Points marqués : 
Angleterre :
- 3 essais de Malins (24e, 38e) et Genge (48e)
- 1 transformation de Farrell (49e)
- 2 pénalités de Farrell (43e, 65e)

Écosse :
- 4 essais de Jones (15e), van der Merwe (29e, 74e) et White (51e)
- 3 transformations de Russell (16e, 53e, 76e)
- 1 pénalité de Russell (69e)

Évolution du score : 0-7, 5-7, 5-12, 10-12, 13-12, m-t, 20-12, 20-19, 23-19, 23-22, 23-29
Durant ce match, l'ailier anglais Ollie Hassell-Collins connaît sa première cape avec le XV de la Rose.
Portés par Duhan van der Merwe qui réalise un très bon match et marque un doublé, dont l'essai de la victoire à cinq minutes de la fin du match, les Écossais gagnent ce match 23 à 29 et remportent ainsi la Calcutta Cup pour la troisième année consécutive. L'Écosse remporte ainsi trois matchs consécutifs contre l'Angleterre pour la première fois depuis 1972, et enregistre des victoires successives à l'extérieur contre l'Angleterre pour la première fois depuis 1909.
Grâce à cette victoire l'Écosse remonte à la cinquième place du classement World Rugby, égalant leur meilleure position établie pour la dernière fois en mai 2018.
Avec son excellente performance qui permet à son pays de s'imposer, Duhan van der Merwe est élu meilleur joueur de la première journée du tournoi.
| Angleterre · Titulaires · Freddie Steward 15 · Max Malins 14 · 76e Joe Marchant 13 · Owen Farrell 12 · 65e Ollie Hassell-Collins 11 · Marcus Smith 10 · 59e Jack van Poortvliet 9 · 56e Alex Dombrandt 8 · Ben Curry 7 · Lewis Ludlam 6 · Ollie Chessum 5 · Maro Itoje 4 · 61e Kyle Sinckler 3 · Jamie George 2 · 61e Ellis Genge 1 · Remplaçants · Jack Walker 16 · 61e Mako Vunipola 17 · 61e Dan Cole 18 · 61e Nick Isiekwe 19 · 56e Ben Earl 20 · 59e Ben Youngs 21 · 76e Ollie Lawrence 22 · 65e Anthony Watson 23 · Entraîneur · Steve Borthwick |  |  |  | Écosse · Titulaires · 15 Stuart Hogg 66e · 14 Kyle Steyn · 13 Huw Jones 76e · 12 Sione Tuipulotu · 11 Duhan van der Merwe · 10 Finn Russell · 9 Ben White 70e · 8 Matt Fagerson · 7 Luke Crosbie 59e · 6 Jamie Ritchie · 5 Grant Gilchrist 66e · 4 Richie Gray · 3 WP Nel 59e · 2 George Turner 59e · 1 Pierre Schoeman 66e · Remplaçants · 16 Fraser Brown 59e · 17 Jamie Bhatti 66e · 18 Simon Berghan 59e · 19 Jonny Gray 66e · 20 Jack Dempsey 59e · 21 George Horne 70e · 22 Blair Kinghorn 66e · 23 Chris Harris 76e · Entraîneur · Gregor Townsend · |

### Italie - France
(mt 14 - 19)
Homme du match :  Antoine Dupont
Points marqués : 
Italie :
- 2 essais de Capuozzo (32e), de pénalité (51e)
- 4 pénalités de Allan (14e, 23e, 40e+2, 62e)

France :
- 4 essais de Flament (5e), Ramos (19e), Dumortier (27e), Jalibert (67e)
- 3 transformations de Ramos (6e, 28e, 68e)
- 1 pénalité de Ramos (47e)

Évolution du score : 0-7, 3-7, 3-12, 6-12, 6-19, 11-19, 14-19, m-t, 14-22, 21-22, 24-22, 24-29
À l'occasion de cette première journée du tournoi, l'Italien Edoardo Iachizzi et le Français Ethan Dumortier connaissent leur première cape.
Dans un match très serré, les Français prennent pourtant l'avantage très rapidement grâce à Thibaud Flament dès la cinquième minute. Puis, Thomas Ramos marque un deuxième essai avant que Dumortier marque son premier essai international pour sa première cape à la 27e minute. Les Français marquent ainsi trois essais en moins de 30 minutes mais sont vite rejoints au score grâce à un essai d'Ange Capuozzo et des pénalités de Tommaso Allan qui permettent aux Italiens d'être toujours en mesure de remporter ce match à la mi-temps (14-19).
En seconde période, l'Italie obtient un essai de pénalité et revient au score. Cependant, à la 67e l'ouvreur français Matthieu Jalibert inscrit l'essai de la victoire. Malgré une très grande indiscipline après avoir été pénalisés à 18 reprises, les Français s'imposent tout de même avec le bonus offensif face à l'Italie qui repart avec un point de bonus défensif,,.
| Italie · Titulaires · Ange Capuozzo 15 · 58e Pierre Bruno 14 · Juan Ignacio Brex 13 · Luca Morisi 12 · Tommaso Menoncello 11 · Tommaso Allan 10 · 75e Stephen Varney 9 · 69e Lorenzo Cannone 8 · Michele Lamaro 7 · 66e Sebastian Negri 6 · Federico Ruzza 5 · 69e Niccolò Cannone 4 · 57e Simone Ferrari 3 · 69e Giacomo Nicotera 2 · 69e Danilo Fischetti 1 · Remplaçants · 69e Luca Bigi 16 · 69e Federico Zani 17 · 57e Pietro Ceccarelli 18 · 69e Edoardo Iachizzi 19 · 69e Giovanni Pettinelli 20 · 66e Manuel Zuliani 21 · 75e Alessandro Fusco 22 · 67e Edoardo Padovani 23 · Entraîneur · Kieran Crowley |  |  |  | France · Titulaires · 15 Thomas Ramos · 14 Damian Penaud · 13 Gaël Fickou · 12 Yoram Moefana · 11 Ethan Dumortier · 10 Romain Ntamack 65e · 9 Antoine Dupont · 8 Grégory Alldritt 62e · 7 Charles Ollivon 52e à 62e · 6 Anthony Jelonch · 5 Paul Willemse 54e · 4 Thibaud Flament · 3 Uini Atonio 52e · 2 Julien Marchand 62e · 1 Cyril Baille 52e · Remplaçants · 16 Gaëtan Barlot 62e · 17 Reda Wardi 52e · 18 Sipili Falatea 52e · 19 Romain Taofifénua 54e · 20 Thomas Lavault · 21 Sekou Macalou 62e · 22 Nolann Le Garrec · 23 Matthieu Jalibert 65e · Entraîneur · Fabien Galthié |

## Deuxième journée

### Irlande - France
(mt 22 - 16)
Homme du match :  Caelan Doris
Points marqués :
Irlande :
- 4 essais de Keenan (8e), Lowe (21e), Porter (26e) et Ringrose (71e)
- 3 transformations de Sexton (10e, 26e) et Byrne (73e)
- 2 pénalités de Sexton (40e) et Byrne (59e)

France :
- 1 essai de Penaud (17e)
- 1 transformation de Ramos (18e)
- 3 pénalités de Ramos (4e, 14e, 32e)
- 1 drop de Ramos (61e)

Évolution du score : 0-3, 7-3, 7-6, 7-13, 12-13, 19-13, 19-16, 22-16, m-t, 25-16, 25-19, 32-19
Les deux équipes ont remporté leur premier match et s'affirment toutes deux comme les favoris de la compétition. L'Irlande est la première nation au classement mondial World Rugby, tandis que la France est deuxième. La France cumule 14 victoires de rang avant ce match et est la tenante du titre de l'édition 2022 du Tournoi.
L'équipe de France ouvre la marque grâce à une pénalité de Ramos : 0-3, mais l'Irlande réplique avec le premier essai du match. Après un premier premier temps de jeu, le pilier droit Bealham donne à l'intérieur pour son arrière Hugo Keenan qui perce et marque le premier essai. Ce dernier est transformé, puis l'Irlande voit son avance se réduire quelques minutes plus tard après une pénalité de Ramos : 7-6. Dans le désordre, Penaud récupère un ballon dans ses 22 mètres et, sur un crochet intérieur, trouve l'intervalle. Il sert Jelonch qui remonte 40 mètres balle en main et retrouve Damian Penaud qui a suivi l'action coté intérieur. L'ailier Français marque un essai de 80m, que Ramos transforme. La France reprend l'avantage : 7-13. L'Irlande réplique immédiatement, et James Lowe parfaitement décalé à l'aile inscrit le deuxième essai de son équipe. Après une longue analyse vidéo l'essai est validé mais ne sera pas transformé. Cet essai sera suivi après le match d'une polémique, Lowe aurait mis le pied en touche, après visionnage d'un angle de caméra qui n'a pas été proposé à l'arbitre Wayne Barnes sur le moment. L'Irlande revient à un point de l'équipe de France 12-13. Toutefois, l'Irlande domine et marque quelques minutes plus tard son troisième essai de la partie par Andrew Porter. Les Irlandais pilonnent la ligne d'en-but française et trouvent la faille au ras des poteaux grâce à leur pilier gauche. L'essai, transformé, permet à l'Irlande de reprendre l'avantage 19-13. Après deux pénalités de chaque côté, les deux équipes regagnent les vestiaires avec un avantage pour l'Irlande : 22 à 16.
Juste avant cette pause, le match est marqué par une action défensive exceptionnelle du capitaine Français Antoine Dupont. Sur une interception, l'Irlande remonte 50m, et Keenan tape au pied pour lui même. Fickou est le premier sur le ballon, mais le cuir lui échappe au sol, et Mack Hansen, récupère le ballon. Sans vis à vis et à deux mètres de l'en-but, l'ailier Irlandais s'apprête à se jeter pour marquer, mais est retenu dans le dos par Antoine Dupont qui, durant près de trois secondes, empêche son vis-à-vis de plonger dans l'en-but et finit par repousser l'Irlandais.
La seconde période voit le score évoluer grâce à une pénalité de Sexton et un drop de Ramos, amenant la marque à 25-19. Si le XV de France se défend dignement, l'Irlande, plus forte sur ce match, finit par sceller l'issue de la rencontre, à sept minutes de la fin. La France repousse une série d'attaques irlandaises à l'entrée de ses 22 mètres, mais sur l'aile le centre Garry Ringrose casse deux plaquages et part marquer l'essai de la victoire, synonyme de bonus offensif pour les Irlandais. Le score final est de 32-19 après transformation de cet ultime essai,.

L'Irlande remporte ainsi sa treizième victoire consécutive à domicile, un record pour l'équipe. Elle met également fin à la série de 14 victoires d'affilée de la France. 
| Irlande · Titulaires · Hugo Keenan 15 · Mack Hansen 14 · Garry Ringrose 13 · 65e Stuart McCloskey 12 · James Lowe 11 · 47e Jonathan Sexton 10 · 51e Conor Murray 9 · Caelan Doris 8 · Josh van der Flier 7 · 51e Peter O'Mahony 6 · James Ryan 5 · 45e Tadhg Beirne 4 · 61e Finlay Bealham 3 · 25e Rob Herring 2 · 69e Andrew Porter 1 · Remplaçants · 25e Rónan Kelleher 16 · 69e David Kilcoyne 17 · 61e Tom O'Toole 18 · 45e Iain Henderson 19 · 56e Jack Conan 20 · 56e Craig Casey 21 · 47e Ross Byrne 22 · 65e Bundee Aki 23 · Entraîneur · Andy Farrell |  |  |  | France · Titulaires · 15 Thomas Ramos 61e · 14 Damian Penaud · 13 Gaël Fickou · 12 Yoram Moefana 25e 37e · 11 Ethan Dumortier · 10 Romain Ntamack · 9 Antoine Dupont · 8 Grégory Alldritt 51e · 7 Charles Ollivon 69e · 6 Anthony Jelonch · 5 Paul Willemse 45e · 4 Thibaud Flament · 3 Uini Atonio 24e à 34e 51e · 2 Julien Marchand 73e · 1 Cyril Baille 51e · Remplaçants · 16 Gaëtan Barlot 73e · 17 Reda Wardi 51e · 18 Sipili Falatea 25e 37e 51e · 19 Romain Taofifénua 45e · 20 François Cros 69e · 21 Sekou Macalou 51e · 22 Baptiste Couilloud · 23 Matthieu Jalibert 61e · Entraîneur · Fabien Galthié |

### Écosse - Pays de Galles
(mt 13 - 7)
Homme du match :  Finn Russell
Points marqués : 
Écosse :
- 5 essais de Turner (29e), Steyn (50e, 57e), Kinghorn (70e) et M. Fagerson (78e)
- 2 transformations de Russell (31e, 52e)
- 2 pénalités de Russell (8e, 14e)

Pays de Galles :
- 1 essai de Owens (33e)
- 1 transformation de Biggar (35e)

Évolution du score : 3-0, 6-0, 13-0, 13-7, m-t, 20-7, 25-7, 30-7, 35-7
Lors de ce match, le Gallois Rhys Davies fait ses débuts internationaux, lorsqu'il remplace Dafydd Jenkins à la 65e minute de jeu. L'Écossais Stuart Hogg connaît quant à lui sa centième cape internationale (98 avec l'Écosse et 2 avec les Lions britanniques et irlandais).
Après une victoire inattendue face à l'Angleterre, l'Écosse souhaite confirmer son bon début de tournoi face aux Gallois qui viennent d'être battus par l'Irlande. Dès la 8ede jeu, l'Écosse ouvre le score grâce à une pénalité de inscrite par Finn Russell. Puis, après une grosse période de domination, les Écossais marquent le premier essai de la rencontre après que George Turner aplatisse le ballon dans l'en-but à la 29e minute. Les Gallois répondent quatre minutes plus tard par un essai de leur capitaine, Ken Owens. Le score à la mi-temps est de 13 à 7 pour l'Écosse.

En seconde période, les Écossais dominent largement grâce à l'ailier d'origine sud-africaine, Kyle Steyn qui inscrit un doublé en sept minutes, puis des essais de Blair Kinghorn et Matt Fagerson, et surtout un excellent Finn Russell qui porte son pays. Grâce à ces essais, l'Écosse s'impose largement, avec le bonus offensif : 35-7. Il s'agit de la plus large victoire des Écossais face aux Gallois, dépassant le record datant de 1924 où ils s'étaient imposé par 25 points d'écart. Le Pays de Galles perd ses deux premiers matchs dans le tournoi pour la première fois depuis 2007.
| Écosse · Titulaires · 13e Stuart Hogg 15 · Kyle Steyn 14 · Huw Jones 13 · Sione Tuipulotu 12 · Duhan van der Merwe 11 · Finn Russell 10 · 58e Ben White 9 · Matt Fagerson 8 · 36e 42e 44e Luke Crosbie 7 · Jamie Ritchie 6 · 64e Grant Gilchrist 5 · Richie Gray 4 · 64e Zander Fagerson 3 · 58e 32e à 42e George Turner 2 · 64e Pierre Schoeman 1 · Remplaçants · 36e 42e 58e Fraser Brown 16 · 64e Jamie Bhatti 17 · 64e Willem Petrus Nel 18 · 64e Jonny Gray 19 · 44e Jack Dempsey 20 · 58e George Horne 21 · 13e Blair Kinghorn 22 · 71e Chris Harris 23 · Entraîneur · Gregor Townsend |  |  |  | Pays de Galles · Titulaires · 15 Liam Williams 56e à 66e · 14 Josh Adams 58e · 13 George North 33e 40e · 12 Joe Hawkins · 11 Rio Dyer · 10 Dan Biggar 56e · 9 Tomos Williams 56e · 8 Jac Morgan 52e · 7 Tommy Reffell · 6 Christ Tshiunza · 5 Adam Beard · 4 Dafydd Jenkins 65e · 3 Dillon Lewis 64e · 2 Ken Owens 64e · 1 Wyn Jones 52e · Remplaçants · 16 Scott Baldwin 64e · 17 Rhys Carré 52e · 18 Leon Brown 64e · 19 Rhys Davies 65e · 20 Taulupe Faletau 52e · 21 Rhys Webb 56e 82e · 22 Rhys Patchell 56e · 23 Alex Cuthbert 33e 40e 58e · Entraîneur · Warren Gatland · |

### Angleterre - Italie
(mt 19 - 0)
Homme du match :  Ollie Lawrence
Points marqués :
Angleterre :
- 5 essais de Willis (12e), Chessum (27e), George (36e), de pénalité (49e) et Arundell (69e)
- 3 transformations de Farrell (13e, 28e) et de pénalité (49e)

Italie :
- 2 essais de Riccioni (43e), Fusco (63e)
- 2 transformations de Allan (43e, 63e)

Évolution du score : 7-0, 14-0, 19-0, m-t, 19-7, 24-7, 24-14, 31-14
Durant ce match, Jack Walker fait ses débuts internationaux avec le XV de la Rose.
Sans briller, les Anglais marquent les premier grâce à des essais de Jack Willis, puis Ollie Chessum et Jamie George permettant à leur équipe de mener 19 à 0 à la mi-temps.
Malgré un jeu séduisant, les Italiens sont trop pénalisés ce qui gène considérablement leur remonté au score. En effet, ils concèdent 14 pénalités et deux catons jaunes. Ils arrivent tout de même à inscrire deux essais en seconde période, mais cela est insuffisant. Malgré un très bon match de Federico Ruzza, Tommaso Allan et Ange Capuozzo, l'Italie est battue par une équipe anglaise qui a su profiter des erreurs de leur adversaire avec un paquet d’avants efficace et une très bonne conquête en touche.

L'Angleterre s'impose donc 31-14 et repart avec le bonus offensif. Cette victoire leur permet de remonter à la troisième place du classement et d'éjecter la France du podium, après sa défaite face à l'Irlande.
| Angleterre · Titulaires · Freddie Steward 15 · Max Malins 14 · 72e Henry Slade 13 · Ollie Lawrence 12 · 54e Ollie Hassell-Collins 11 · Owen Farrell 10 · 59e Jack van Poortvliet 9 · 65e Alex Dombrandt 8 · 52e Jack Willis 7 · Lewis Ludlam 6 · Ollie Chessum 5 · Maro Itoje 4 · 49e Kyle Sinckler 3 · 73e Jamie George 2 · 54e Ellis Genge 1 · Remplaçants · 73e Jack Walker 16 · 54e Mako Vunipola 17 · 49e Dan Cole 18 · 65e Nick Isiekwe 19 · 52e Ben Earl 20 · 59e Alex Mitchell 21 · 72e Marcus Smith 22 · 54e Henry Arundell 23 · Entraîneur · Steve Borthwick |  |  |  | Italie · Titulaires · 15 Ange Capuozzo · 14 Edoardo Padovani · 13 Juan Ignacio Brex · 12 Luca Morisi 46e · 11 Tommaso Menoncello · 10 Tommaso Allan · 9 Stephen Varney 62e · 8 Lorenzo Cannone 26e à 36e 56e 78e · 7 Michele Lamaro 23e · 6 Sebastian Negri 54e 60e · 5 Federico Ruzza · 4 Niccolò Cannone 74e 80e · 3 Marco Riccioni 47e 54e 60e · 2 Giacomo Nicotera 60e · 1 Danilo Fischetti 54e · Remplaçants · 16 Luca Bigi 60e · 17 Federico Zani 54e · 18 Simone Ferrari 47e 49e à 59e · 19 Edoardo Iachizzi 74e · 20 Jake Polledri 56e 80e · 21 Manuel Zuliani 23e 78e · 22 Alessandro Fusco 62e · 23 Pierre Bruno 46e · Entraîneur · Kieran Crowley |

## Troisième journée

### Italie - Irlande
(mt 17 - 24)
Homme du match :  Mack Hansen
Points marqués : 
Italie :
- 2 essais de Varney (6e), Bruno (40e)
- 2 transformations de Garbisi (7e, 40e)
- 2 pénalités de Garbisi (18e, 55e)

Irlande :
- 5 essais de Ryan (2e), Keenan (12e), Aki (19e), Mack Hansen (34e, 70e)
- 3 transformations de Byrne (13e, 21e, 71e)
- 1 pénalité de Byrne (64e)

Évolution du score : 0-5, 7-5, 7-12, 10-12, 10-19, 10-24, 17-24, m-t, 20-24, 20-27, 20-34
L'Irlandais Garry Ringrose devait initialement débuter la rencontre au poste de centre, mais déclare forfait la veille du match en raison d'une blessure. Il est remplacé dans l'équipe de départ par Stuart McCloskey. Jimmy O'Brien entre sur le banc des remplaçants.
Dès la 5e minute de jeu, l'Irlande aplatit le premier essai du match, grâce à son capitaine James Ryan. Dans la foulée, les Italiens répondent en marquant un essai par l'intermédiaire de Stephen Varney. Ensuite, les hommes d’Andy Farrell valident le bonus offensif avant la pause grâce à des essais de Hugo Keenan (12e), Bundee Aki (21e) et Mack Hansen (36e). Cependant, juste avant la pause l'Italie revient au score après une interception de Pierre Bruno qui marque un essai après la sirène. Le score à la mi-temps est de 17-24.

Au retour des vestiaires, l'Italie revient à seulement quatre points de son adversaire après une pénalité de Paolo Garbisi. Ils vont toutefois céder en fin de match et encaisser un second essai de Mack Hansen 70e qui va sceller la victoire Irlandaise 20 à 34,.
| Italie · Titulaires · Ange Capuozzo 15 · Edoardo Padovani 14 · Juan Ignacio Brex 13 · 77e Tommaso Menoncello 12 · Pierre Bruno 11 · 72e Paolo Garbisi 10 · 67e Stephen Varney 9 · 64e Lorenzo Cannone 8 · Michele Lamaro 7 · Sebastian Negri 6 · Federico Ruzza 5 · 64e Niccolò Cannone 4 · 46e Simone Ferrari 3 · 30e 40e 60e Giacomo Nicotera 2 · 60e Danilo Fischetti 1 · Remplaçants · 30e 40e 60e Luca Bigi 16 · 60e Federico Zani 17 · 46e Marco Riccioni 18 · 64e Edoardo Iachizzi 19 · 64e Giovanni Pettinelli 20 · 67e Alessandro Fusco 21 · 77e Luca Morisi 22 · 72e Tommaso Allan 23 · Entraîneur · Kieran Crowley |  |  |  | Irlande · Titulaires · 15 Hugo Keenan · 14 Mack Hansen · 13 Bundee Aki · 12 Stuart McCloskey 72e · 11 James Lowe · 10 Ross Byrne 77e · 9 Craig Casey 64e · 8 Jack Conan 56e · 7 Josh van der Flier · 6 Caelan Doris · 5 James Ryan · 4 Iain Henderson 52e · 3 Finlay Bealham 36e · 2 Rónan Kelleher 56e · 1 Andrew Porter 64e · Remplaçants · 16 Dan Sheehan 56e · 17 David Kilcoyne 64e · 18 Tom O'Toole 36e · 19 Ryan Baird 52e · 20 Peter O'Mahony 56e · 21 Conor Murray 64e · 22 Jack Crowley 77e · 23 Jimmy O'Brien 72e · Entraîneur · Andy Farrell |

### Pays de Galles - Angleterre
(mt 3 - 8)
Homme du match :  Freddie Steward
Points marqués :
Pays de Galles :
- 1 essai de Rees-Zammit (40e)
- 1 transformation d'Halfpenny (41e)
- 1 pénalité d'Halfpenny (21e)

Angleterre :
- 3 essais de Watson (18e), Sinckler (44e) et Lawrence (74e)
- 1 transformation de Farrell (44e)
- 1 pénalité de Farrell (9e)

Évolution du score : 0-3, 0-8, 3-8, m-t, 10-8, 10-15, 10-20
Le Gallois Mason Grady connaît sa première cape durant ce match.
Sans briller, une fois de plus, les Anglais sont plus réalistes que leurs adversaires gallois et marque trois essais par l'intermédiaire d'Anthony Watson, Kyle Sinckler et Ollie Lawrence. Le pays de Galles n'en marque qu'un (Ress-Zammit). Au terme d'un match haché, durant lequel Owen Farrell, le buteur anglais, ne fut pas en réussite (2/5 au pied), l'Angleterre s'impose 10 à 20 et reste en course pour gagner le tournoi, même si elle ne peut pas réaliser le Grand Chelem. Il s'agit de la première victoire anglaise à Cardiff depuis 2017,.

Le Pays de Galles quant à lui descend à la dixième place du classement World Rugby, égalant la plus mauvaise position de son histoire.
| Pays de Galles · Titulaires · Leigh Halfpenny 15 · Josh Adams 14 · Mason Grady 13 · Joe Hawkins 12 · Louis Rees-Zammit 11 · 54e Owen Williams 10 · 68e Tomos Williams 9 · Taulupe Faletau 8 · Justin Tipuric 7 · 63e Christ Tshiunza 6 · 63e Alun Wyn Jones 5 · Adam Beard 4 · 55e Tomas Francis 3 · 68e Ken Owens 2 · 55e Gareth Thomas 1 · Remplaçants · 68e Bradley Roberts 16 · 55e Rhys Carré 17 · 55e Dillon Lewis 18 · 63e Dafydd Jenkins 19 · 63e Tommy Reffell 20 · 68e Kieran Hardy 21 · 54e Dan Biggar 22 · 54e Nick Tompkins 23 · Entraîneur · Warren Gatland |  |  |  | Angleterre · Titulaires · 15 Freddie Steward · 14 Max Malins 79e · 13 Henry Slade · 12 Ollie Lawrence · 11 Anthony Watson · 10 Owen Farrell 79e · 9 Jack van Poortvliet 72e · 8 Alex Dombrandt · 7 Jack Willis 59e · 6 Lewis Ludlam · 5 Ollie Chessum · 4 Maro Itoje · 3 Kyle Sinckler 64e · 2 Jamie George 79e · 1 Ellis Genge 54e · Remplaçants · 16 Jack Walker 79e · 17 Mako Vunipola 54e · 18 Dan Cole 64e · 19 Courtney Lawes 68e · 20 Ben Curry 59e · 21 Alex Mitchell 72e · 22 Marcus Smith 79e · 23 Henry Arundell 79e · Entraîneur · Steve Borthwick |

### France - Écosse
(mt 22 - 7)
Homme du match :  Gaël Fickou
Points marqués : 
France :
- 4 essais de Ntamack (4e), Dumortier (7e), Ramos (18e) et Fickou (79e)
- 3 transformations de Ramos (5e, 20e, 80e)
- 2 pénalités de Ramos (35e, 57e)

Écosse :
- 3 essais de Jones (25e, 47e) et Finn Russell (67e)
- 3 transformations de Russell (25e, 48e, 68e)

Évolution du score : 7-0, 12-0, 19-0, 19-7, 22-7, m-t, 22-14, 25-14, 25-21, 32-21
La France doit se relancer après le revers en Irlande deux semaines plus tôt. L'Écosse, quant à elle, est convaincante et reste sur deux succès de rang dans le Tournoi. Il s'agit de la 100e confrontation de l'histoire entre ces deux nations.
Le début de match est à l'avantage des bleus qui marquent le premier essai du match après un jeu de percussion frontal. Après plusieurs percussions, Romain Ntamack échappe au plaquage et aplatit le ballon dans l'en-but. Ramos transforme et la France mène 7-0.
L'Écosse prend un carton rouge, Grant Gilchrist se rendant coupable d'un plaquage haut, percutant le visage de Jelonch. Les Bleus profitent de cet avantage numérique en marquant un essai en bout de ligne par Ethan Dumortier : 12-0. Cependant, leur avantage numérique est annulé après que Mohamed Haouas, au ras d'un regroupement, déblaye le demi de mêlée écossais en le percutant au visage. La France est à son tour réduite à 14. L'Écosse tente de revenir, mais sur une longue passe de Finn Russell, Thomas Ramos intercepte le ballon. Il termine sa course soixante mètres plus loin et transforme son propre essai : 19-0. L'Écosse réagit et marque son premier essai du match par l'intermédiaire de Huw Jones. L'essai est transformé et l'Écosse revient à 19-7. Avant la mi-temps, les français marquent trois points de plus sur pénalité : 22-7 à la mi-temps.
Au retour des vestiaires, l'Écosse fait parler son jeu et Huw Jones marque un doublé, après une succession de temps de jeu. Après une nouvelle transformation, le XV du Chardon est de retour dans la partie 22-14. La France reprend un peu d'air avec une pénalité de Ramos, mais à dix minutes de la fin, l'Écosse marque un troisième essai. Emportant la mêlée française, le pack celte permet une organisation de jeu au large. Tuipulotu est d'abord arrêté au ras de l'en-but français, mais Finn Russell parvient à franchir la ligne pour marquer, l'ouvreur transforme lui même et l'Écosse revient à 25-21, et peut, à dix minutes de la fin du match, encore s'imposer à Saint-Denis. La fin de match est à l'avantage des bleus qui, sur une belle inspiration de Jalibert, pilonnent la ligne d'en-but. Gaël Fickou hérite du ballon et feinte la passe, pour marquer sur la gauche.

La France marque son quatrième essai synonyme de bonus offensif, et s'impose 32-21,. Elle se relance ainsi dans la course à la victoire finale et se rassure après sa défaite à Dublin. L'Écosse est définitivement privée de Grand Chelem, mais peut elle aussi se relancer dans la course au titre, en espérant un faux pas des Irlandais. Auteur d'un doublé, Huw Jones est élu meilleur joueur de la troisième journée du tournoi. 
| France · Titulaires · Thomas Ramos 15 · Damian Penaud 14 · Gaël Fickou 13 · Yoram Moefana 12 · Ethan Dumortier 11 · 68e Romain Ntamack 10 · Antoine Dupont 9 · 12e Grégory Alldritt 8 · Charles Ollivon 7 · 6e 13e 24e Anthony Jelonch 6 · 53e Paul Willemse 5 · Thibaud Flament 4 · 10e Mohamed Haouas 3 · 68e Julien Marchand 2 · 62e Cyril Baille 1 · Remplaçants · 68e Gaëtan Barlot 16 · 62e Reda Wardi 17 · 12e Sipili Falatea 18 · 53e Romain Taofifénua 19 · 6e 13e 24e François Cros 20 · Sekou Macalou 21 · Baptiste Couilloud 22 · 68e Matthieu Jalibert 23 · Entraîneur · Fabien Galthié |  |  |  | Écosse · Titulaires · 15 Stuart Hogg · 14 Kyle Steyn 68e · 13 Huw Jones · 12 Sione Tuipulotu · 11 Duhan van der Merwe · 10 Finn Russell · 9 Ben White 57e · 8 Matt Fagerson 57e · 7 Hamish Watson 10e · 6 Jamie Ritchie · 5 Grant Gilchrist 6e · 4 Richie Gray 70e · 3 Zander Fagerson 63e · 2 George Turner 63e · 1 Pierre Schoeman 63e · Remplaçants · 16 Fraser Brown 63e · 17 Jamie Bhatti 63e · 18 WP Nel 63e · 19 Jonny Gray 10e · 20 Sam Skinner 59e · 21 Jack Dempsey 57e · 22 Ali Price 57e · 23 Blair Kinghorn 68e · Entraîneur · Gregor Townsend · |

## Quatrième journée

### Italie - Galles
(mt 3 - 22)
Homme du match :   Rhys Webb
Points marqués :
Italie :
- 2 essais de Negri (43e), Brex (68e)
- 2 transformations de Allan (43e, 68e)
- 1 pénalité de Allan (16e)

Pays de Galles :
- 4 essais de Dyer (9e), L. Williams (18e), de pénalité (35e), Taulupe Faletau (50e)
- 3 transformations de O. Williams (18e, 50e), de pénalité (35e)
- 1 pénalité de O. Williams (6e)

Évolution du score : 0-3, 0-10, 3-10, 3-15, 3-22, m-t, 10-22, 10-29, 17-29
Avant la rencontre, les deux équipes sont les seules à n'avoir pas remportée de rencontres durant cette édition et à pouvoir potentiellement recevoir la Cuillère de bois. L'année précédente, l'Italie l'a emportée au pays de Galles pour la première fois de son histoire et a mis fin à sa série de 36 défaites de suite dans le Tournoi.
Les Gallois dominent la première mi-temps en inscrivant trois essais notamment et mènent 22 à 3. De retour de la mi-temps, les Italiens inscrivent un essai d'entrée mais reçoivent un carton jaune peu de temps après. Rhys Webb profite de cette supériorité numérique pour percer et offrir l'essai du bonus offensif à Taulupe Faletau pour punir les Italiens. Dans les quinze dernières minutes, l'Italie inscrit un second essai mais gâche plusieurs occasions ensuite. Le pays de Galles s'impose finalement 29-17, glane cinq points au classement et évite la cuillère de bois.

Rhys Webb, qui a fêté sa première titularisation depuis six ans dans la compétition, est élu homme du match après sa bonne performance,.
| Italie · Titulaires · Tommaso Allan 15 · Edoardo Padovani 14 · Juan Ignacio Brex 13 · 59e Tommaso Menoncello 12 · 44e à 54e Pierre Bruno 11 · Paolo Garbisi 10 · 56e Stephen Varney 9 · 33e à 43e Lorenzo Cannone 8 · 76e Michele Lamaro 7 · 52e Sebastian Negri 6 · Federico Ruzza 5 · 60e Niccolò Cannone 4 · 32e 38e 48e Simone Ferrari 3 · 52e Giacomo Nicotera 2 · 61e Danilo Fischetti 1 · Remplaçants · 52e Luca Bigi 16 · 61e Federico Zani 17 · 32e 38e 48e Marco Riccioni 18 · 60e Edoardo Iachizzi 19 · 76e Giovanni Pettinelli 20 · 52e Manuel Zuliani 21 · 56e Alessandro Fusco 22 · 59e Luca Morisi 23 · Entraîneur · Kieran Crowley |  |  |  | Pays de Galles · Titulaires · 15 Liam Williams 61e · 14 Josh Adams 51e · 13 Mason Grady · 12 Joe Hawkins · 11 Rio Dyer · 10 Owen Williams · 9 Rhys Webb 53e · 8 Taulupe Faletau · 7 Justin Tipuric · 6 Jac Morgan 59e · 5 Dafydd Jenkins 68e · 4 Adam Beard · 3 Tomas Francis 52e · 2 Ken Owens 68e 73e · 1 Wyn Jones 45e · Remplaçants · 16 Scott Baldwin 68e 73e · 17 Gareth Thomas 45e · 18 Dillon Lewis 52e · 19 Rhys Davies 68e · 20 Tommy Reffell 59e · 21 Tomos Williams 53e · 22 George North 61e · 23 Louis Rees-Zammit 51e · Entraîneur · Warren Gatland |

### Angleterre - France
(mt 3 - 27)
Homme du match :  Thomas Ramos
Points marqués :
Angleterre : 
- 1 essai de Steward (47e)
- 1 transformation de Smith (48e)
- 1 pénalité de Smith (33e)

France : 
- 7 essais de Ramos (1re), Flament (25e, 56e), Ollivon (40e, 59e), Penaud (71e, 74e)
- 6 transformations de Ramos (3e, 26e, 42e, 58e, 60e, 72e)
- 2 pénalités de Ramos (6e, 35e)

Évolution du score : 0-7, 0-10, 0-17, 3-17, 3-20, 3-27, m-t 10-27, 10-34, 10-41, 10-48, 10-53
Alors que la France s'est imposée avec le bonus offensif à domicile contre l'Écosse lors de la dernière journée, l'Angleterre est en plein doute après un début de Tournoi très mitigé.
Le début de match est complètement à l'avantage des Bleus qui marquent un premier essai après seulement 106 secondes de jeu. Ollivon percute deux joueurs puis distribue après contact à Flament qui lui aussi passe après contact à Dumortier. L'ailier accélère et joue le deux contre un avec Ramos qui aplatit. L'essai est transformé et la France mène 7-0, puis 10-0 après une pénalité de l'arrière du XV de France. Supérieur dans tous les domaines, le XV de France domine et marque un second essai en force signé Thibaut Flament à la 25ème minute. Ce dernier est transformé, la France mène 20-3 après une pénalité de part et d'autre. Les Bleus enfoncent le clou juste avant la mi-temps, par l'ex-capitaine Charles Ollivon qui reçoit le ballon intérieur, à la suite d'un départ de Grégory Alldritt, au ras de la mêlée. À la mi-temps, la France mène 27-3, un record à Twickenham.
Le début de seconde mi temps est à l'avantage du XV de la Rose, qui marque un essai par l'intermédiaire de Freddie Steward. L'arrière anglais est servi en pleine course et casse le plaquage de Ramos pour aplatir. L'essai est transformé et l'Angleterre réduit l'écart : 10-27. Cependant, l'Angleterre est dominée dans le jeu, le demi de mêlée français Antoine Dupont, envoie coup de pied par-dessus la défense, puis le ballon est volleyé par Ntamack, Flament le récupère et marque son deuxième essai du match. Après la transformation, la France mène 10-34.
Peu avant l'heure de jeu, Ramos use de son jeu au pied pour forcer Smith à se coucher sur un ballon dangereux. L'ouvreur anglais est pris par trois joueurs français et repoussé dans son propre en-but. Protégé par ses coéquipiers, le jeune anglais relâche le ballon dans le regroupement, ce que constate Charles Ollivon. Le troisième ligne français, en restant sur ses appuis, tend son bras par dessus le regroupement et marque ainsi le cinquième essai des bleus. Ramos transforme, et la France passe la barre des 40 points : 10-41.
Même en jouant dans le désordre, la France trouve des solutions. Ntamack, repoussé par Farrell se libère d'un double raffut et donne un ballon en chistera à Fickou à l'entrée de ses propre 22m. Le centre français tape au pied sur l'aile où Damian Penaud récupère le ballon et dépose Dombrandt à la course pour aller marquer. La nouvelle transformation de Ramos permet à la France de mener 10 à 48. En fin de match, la France marque un ultime essai : Après une belle combinaison en sortie de touche, Lucu profite de leurres lancés pour jouer dans le dos avec Moefana qui décale Jaminet. À nouveau en surnombre, l'arrière toulousain décale idéalement sur l'aile pour le doublé de Damian Penaud. Il s'agit du seul et unique échec de Ramos au pied, portant la marque définitive à 10-53,.

La France signe son premier succès sur le sol anglais depuis 2005 et reste en course pour une victoire finale en espérant un ultime faux pas de l'Irlande lors de la dernière journée. L'Angleterre quant à elle signe une défaite historique : le plus lourd revers de son histoire à Twickenham. C'est également la première fois que les Anglais encaissent plus de 50 points à domicile. De plus, il s'agit de la troisième plus lourde défaite du XV de la Rose de toute son histoire,. 
| Angleterre · Titulaires · Freddie Steward 15 · 58e Max Malins 14 · 45e Henry Slade 13 · Ollie Lawrence 12 · Anthony Watson 11 · Marcus Smith 10 · 45e Jack van Poortvliet 9 · 75e Alex Dombrandt 8 · 52e Jack Willis 7 · Lewis Ludlam 6 · Ollie Chessum 5 · Maro Itoje 4 · 64e Kyle Sinckler 3 · 60e Jamie George 2 · 64e Ellis Genge 1 · Remplaçants · 60e Jack Walker 16 · 64e Mako Vunipola 17 · 64e Dan Cole 18 · 75e David Ribbans 19 · 52e Ben Curry 20 · 45e Alex Mitchell 21 · 45e Owen Farrell 22 · 58e Henry Arundell 23 · Entraîneur · Steve Borthwick |  |  |  | France · Titulaires · 15 Thomas Ramos · 14 Damian Penaud · 13 Gaël Fickou · 12 Jonathan Danty 64e · 11 Ethan Dumortier · 10 Romain Ntamack 73e · 9 Antoine Dupont 68e · 8 Grégory Alldritt · 7 Charles Ollivon 62e · 6 François Cros · 5 Paul Willemse 49e · 4 Thibaud Flament · 3 Dorian Aldegheri 49e · 2 Julien Marchand 60e · 1 Cyril Baille 60e · Remplaçants · 16 Peato Mauvaka 60e · 17 Reda Wardi 60e · 18 Sipili Falatea 49e · 19 Romain Taofifénua 49e · 20 Sekou Macalou 62e · 21 Maxime Lucu 73e · 22 Yoram Moefana 64e · 23 Melvyn Jaminet 68e · Entraîneur · Fabien Galthié |

### Écosse - Irlande
(mt 7 - 8)
Homme du match :  Mack Hansen
Points marqués :
Écosse :
- 1 essai de Jones (16e)
- 1 transformation de Russell (17e)

Irlande :
- 3 essais de Hansen (27e), Lowe (56e) et Conan (61e)
- 2 transformations de Sexton (57e, 62e)
- 1 pénalité de Sexton (12e)

Évolution du score : 0-3, 7-3, 7-8, m-t, 7-15, 7-22
Après un bon début de Tournoi, l'Écosse a subi sa première défaite lors de la journée précédente face à la France. L'Irlande, quant à elle, est en quête de Grand Chelem et doit s'imposer pour pouvoir le réaliser.
Durant les vingt-cinq premières minutes de la rencontre, l'Écosse inscrit le premier essai du match par l'intermédiaire de Huw Jones et voir l'Irlande subir trois sorties sur blessure de Caelan Doris, Dan Sheehan et Iain Henderson. Cependant, les Irlandais ne baissent pas les bras et inscrivent trois essais par la suite et n'encaissent plus aucun point écossais. Ils s'imposent alors 22 à 7 et maintiennent leurs chances de Grand Chelem. Mack Hansen est élu homme du match.

Durant la rencontre, Stuart Hogg honore sa centième sélection. Jonathan Sexton égale le record de points inscrits dans la compétition par Ronan O'Gara avec 557 points.
| Écosse · Titulaires · 64e Stuart Hogg 15 · Kyle Steyn 14 · Huw Jones 13 · Sione Tuipulotu 12 · Duhan van der Merwe 11 · 80e Finn Russell 10 · 58e Ben White 9 · Jack Dempsey 8 · Jamie Ritchie 7 · 66e Matt Fagerson 6 · Jonny Gray 5 · 5e Richie Gray 4 · 53e Zander Fagerson 3 · 58e George Turner 2 · 53e Pierre Schoeman 1 · Remplaçants · 58e Fraser Brown 16 · 53e Jamie Bhatti 17 · 53e Simon Berghan 18 · 5e Scott Cummings 19 · 66e Hamish Watson 20 · 58e Ali Price 21 · 64e Blair Kinghorn 22 · 80e Chris Harris 23 · Entraîneur · Gregor Townsend |  |  |  | Irlande · Titulaires · 15 Hugo Keenan · 14 Mack Hansen · 13 Garry Ringrose 72e · 12 Bundee Aki 66e · 11 James Lowe · 10 Jonathan Sexton 70e · 9 Conor Murray 53e · 8 Caelan Doris 12e · 7 Josh van der Flier · 6 Peter O'Mahony · 5 James Ryan · 4 Iain Henderson 23e · 3 Tadhg Furlong 64e · 2 Dan Sheehan 18e · 1 Andrew Porter · Remplaçants · 16 Rónan Kelleher 18e 48e · 17 Cian Healy 48e · 18 Tom O'Toole 64e · 19 Ryan Baird 23e · 20 Jack Conan 12e · 21 Jamison Gibson-Park 53e · 22 Ross Byrne 70e · 23 Robbie Henshaw 66e · Entraîneur · Andy Farrell |

## Cinquième journée

### Écosse - Italie
(mt 12 - 6)
Homme du match :  Jack Dempsey
Points marqués :
Écosse :
- 4 essais de van der Merwe (13e) et Kinghorn (30e, 44e, 80e)
- 3 transformations de Kinghorn (31e, 46e, 80e)

Italie :
- 1 essai de Allan (62e)
- 3 pénalités de Allan (8e, 16e) et P. Garbisi (66e)

Évolution du score : 0-3, 5-3, 5-6, 12-6, m-t, 19-6, 19-11, 19-14, 26-14
Pour cette rencontre, l'Écosse doit se remettre de deux défaites consécutives et l'Italie n'a gagné aucune rencontre. Initiallement titularisé, Tommaso Menoncello est finalement forfait et remplacé par Luca Morisi, Marco Zanon prend place sur le banc.
Finalement, les Écossais s'imposent 26 à 14 avec le bonus offensif durant cette rencontre avec notamment un triplé de Blair Kinghorn. L'Italie connait sa douzième Cuillère de bois.

Durant la rencontre, Ben Healy, Simone Gesi et Marco Manfredi fêtent leur première sélection internationale.
| Écosse · Titulaires · 67e Ollie Smith 15 · Kyle Steyn 14 · Huw Jones 13 · 67e Sione Tuipulotu 12 · Duhan van der Merwe 11 · Blair Kinghorn 10 · 59e Ben White 9 · Jack Dempsey 8 · Hamish Watson 7 · Jamie Ritchie 6 · 59e Jonny Gray 5 · Sam Skinner 4 · 70e Zander Fagerson 3 · 50e George Turner 2 · 59e Pierre Schoeman 1 · Remplaçants · 50e Ewan Ashman 16 · 59e Rory Sutherland 17 · 70e WP Nel 18 · 59e Scott Cummings 19 · 50e Matt Fagerson 20 · 59e Ali Price 21 · 67e Ben Healy 22 · 67e Cameron Redpath 23 · Entraîneur · Gregor Townsend |  |  |  | Italie · Titulaires · 15 Tommaso Allan · 14 Pierre Bruno · 13 Juan Ignacio Brex · 12 Luca Morisi 70e · 11 Simone Gesi 28e 39e · 10 Paolo Garbisi · 9 Alessandro Fusco 50e · 8 Lorenzo Cannone 59e · 7 Michele Lamaro · 6 Sebastian Negri 45e · 5 Federico Ruzza · 4 Edoardo Iachizzi 22e 32e 45e · 3 Marco Riccioni 28e à 38e 56e 78e · 2 Giacomo Nicotera 72e · 1 Danilo Fischetti 56e · Remplaçants · 16 Marco Manfredi 72e · 17 Federico Zani 56e · 18 Pietro Ceccarelli 28e 39e 56e 78e · 19 Niccolò Cannone 22e 32e 45e · 20 Giovanni Pettinelli 59e · 21 Manuel Zuliani 45e · 22 Alessandro Garbisi 50e · 23 Marco Zanon 70e · Entraîneur · Kieran Crowley |

### France - Pays de Galles
(mt 20  - 7)
Homme du match :  Romain Ntamack
Points marqués :
France :
- 5 essais de Penaud (10e, 77e), Danty (34e), Atonio (44e) et Fickou (49e)
- 5 transformations de Ramos (10e, 34e, 44e, 78e)
- 2 pénalités de Ramos (26e, 30e)

Pays de Galles :
- 4 essais de North (8e), Roberts (56e), T. Williams (65e) et Dyer (79e)
- 4 transformations de Biggar (8e, 56e, 65e) et Halfpenny (80e)

Évolution du score :  0-7, 7-7, 10-7, 13-7, 20-7, m-t, 27-7, 34-7, 34-14, 34-21, 41-21, 41-28 
Pour cette rencontre, la France se doit de gagner avec bonus offensif pour espérer mettre la pression sur l'Irlande, dans le but de pouvoir potentiellement remporter la compétition en cas de défaite sans bonus de cette dernière. La France fait figure de favorite pour cette rencontre après avoir largement remporté son dernier match en Angleterre et le pays de Galles a gagné son seul match du Tournoi lors de la journée précédente face à l'Italie,.
En début de match, les Gallois sont les premiers à marquer par l'intermédiaire de George North, qui inscrit son vingt-troisième essai dans la compétition pour battre le record gallois de Shane Williams. Damian Penaud lui répond rapidement en inscrivant lui aussi un essai. La France fait ensuite le break et mène 34 à 7 en deuxième période. Cependant les Gallois se révolte en inscrivant trois essais par la suite mais cela ne suffit pas et les Français s'imposent finalement 41 à 28 avec bonus offensif. Ces derniers sont alors encore en lice pour remporter la compétition en attendant le dernier match.

Durant la rencontre, Taulupe Faletau connaît sa centième sélection et devient le huitième gallois à connaître cet honneur.
| France · Titulaires · Thomas Ramos 15 · Damian Penaud 14 · Gaël Fickou 13 · Jonathan Danty 12 · 74e Ethan Dumortier 11 · Romain Ntamack 10 · 74e Antoine Dupont 9 · Grégory Alldritt 8 · 74e Charles Ollivon 7 · François Cros 6 · 59e Romain Taofifénua 5 · Thibaud Flament 4 · 47e Uini Atonio 3 · 49e Julien Marchand 2 · 49e Cyril Baille 1 · Remplaçants · 49e Peato Mauvaka 16 · 49e Reda Wardi 17 · 47e Sipili Falatea 18 · 59e Bastien Chalureau 19 · 74e Sekou Macalou 20 · 74e Maxime Lucu 21 · 74e Yoram Moefana 22 · Melvyn Jaminet 23 · Entraîneur · Fabien Galthié |  |  |  | Pays de Galles · Titulaires · 15 Louis Rees-Zammit 74e · 14 Josh Adams · 13 George North · 12 Nick Tompkins · 11 Rio Dyer · 10 Dan Biggar 74e · 9 Rhys Webb 54e · 8 Taulupe Faletau 62e · 7 Justin Tipuric · 6 Aaron Wainwright · 5 Alun Wyn Jones 24e 37e 44e · 4 Adam Beard · 3 Tomas Francis 57e · 2 Ken Owens 44e · 1 Wyn Jones 44e · Remplaçants · 16 Bradley Roberts 44e · 17 Gareth Thomas 44e · 18 Dillon Lewis 57e · 19 Dafydd Jenkins 24e 37e 44e · 20 Tommy Reffell 62e · 21 Tomos Williams 54e · 22 Owen Williams 74e · 23 Leigh Halfpenny 74e · Entraîneur · Warren Gatland |

### Irlande - Angleterre
(mt 10 - 6)
Homme du match :  Dan Sheehan
Points marqués :
Irlande :
- 4 essais de Sheehan (32e, 67e), Henshaw (61e) et Herring (76e)
- 3 transformations de Sexton (34e, 62e, 69e)
- 1 pénalité de Sexton (18e)

Angleterre :
- 1 essai de George (72e)
- 1 transformation de Farrell (72e)
- 3 pénalités de Farrell (7e, 14e, 50e)

Évolution du score : 0-3, 0-6, 3-6, 10-6, m-t, 10-9, 17-9, 24-9, 24-16, 29-16
Lors de la dernière journée, l'Angleterre subit la plus grande défaite de son histoire à domicile face aux Français. L'Irlande, quant à elle, peut remporter le Grand Chelem en cas de victoire. 
L'Angleterre réalise une première période de qualité et fait douter les Irlandais, cependant un essai de Dan Sheehan, puis un sévère carton rouge à l'encontre de Freddie Steward, carton qui est finalement annulé après la rencontre, pour une charge irrégulière viennent anéantir les espoirs anglais de victoire. En deuxième période, Robbie Henshaw marque un essais puis Dan Sheehan inscrit son deuxième essai et Rob Herring vient clore la victoire avec bonus offensif de l'Irlande sur le score de 29 à 16. Ces derniers remportent alors la compétition en réalisant le Grand Chelem, leur premier depuis 2018. C'est leur quinzième victoire dans la compétition et leur quatrième Grand Chelem.

Durant la rencontre, Dan Cole devient le quatrième joueur anglais à honorer sa centième sélection. Jonathan Sexton surpasse le record de points de Ronan O'Gara et devient le meilleur réalisateur de l'histoire du Tournoi des Six Nations.
| Irlande · Titulaires · 42e Hugo Keenan 15 · Mack Hansen 14 · Robbie Henshaw 13 · Bundee Aki 12 · James Lowe 11 · 73e Jonathan Sexton 10 · 73e Jamison Gibson-Park 9 · 78e Caelan Doris 8 · Josh van der Flier 7 · 55e 78e Peter O'Mahony 6 · James Ryan 5 · 73e Ryan Baird 4 · 58e Tadhg Furlong 3 · 69e Dan Sheehan 2 · 75e Andrew Porter 1 · Remplaçants · 69e Rob Herring 16 · 75e Cian Healy 17 · 58e Tom O'Toole 18 · 73e Kieran Treadwell 19 · 55e Jack Conan 20 · 73e Conor Murray 21 · 73e Ross Byrne 22 · 42e Jimmy O'Brien 23 · Entraîneur · Andy Farrell |  |  |  | Angleterre · Titulaires · 15 Freddie Steward 40e · 14 Anthony Watson · 13 Henry Slade · 12 Manu Tuilagi · 11 Henry Arundell 58e · 10 Owen Farrell · 9 Jack van Poortvliet 69e · 8 Alex Dombrandt 64e · 7 Jack Willis 52e 75e à 80e · 6 Lewis Ludlam · 5 David Ribbans 69e · 4 Maro Itoje · 3 Kyle Sinckler 67e · 2 Jamie George · 1 Ellis Genge 63e · Remplaçants · 16 Jack Walker · 17 Mako Vunipola 63e · 18 Dan Cole 67e · 19 Nick Isiekwe 69e · 20 Ben Curry 52e · 21 Alex Mitchell 69e · 22 Marcus Smith · 23 Joe Marchant 58e · Entraîneur · Steve Borthwick |